# 阿爾斯蘭米拉特·阿曼諾夫
阿爾斯蘭米拉特·阿曼諾夫（1990年3月28日—）是一名土庫曼斯坦職業足球運動員，土庫曼國家足球隊成員。

## 榮譽
阿什哈巴德
- 土庫曼超級足球聯賽冠軍：2007，2008

塔什干火車頭
- 烏茲別克超級盃冠軍：2019

## 外部連結
- Soccerway資料庫：阿爾斯蘭米拉特·阿曼諾夫